# Saint-Genis-du-Bois
Saint-Genis-du-Bois era una comuna francesa que estaba situada en el departamento de Gironda, de la región de Nueva Aquitania, que el 1 de enero de 2025 pasó a formar parte de la comuna nueva de Porte-de-Benauge como comuna delegada.

## Demografía
| Gráfica de evolución demográfica de Saint-Genis-du-Bois entre 1800 y 2022 |
|                                                                           |

Los datos demográficos contemplados en este gráfico de la comuna de Saint-Genis-du-Bois se han cogido de 1800 a 1999 de la página francesa EHESS/Cassini, y los demás datos de la página del INSEE.